# ملعب لوكوموتيف (طشقند)
ملعب لوكوموتيف هو ملعب متعدد الاستخدامات يقع في طشقند عاصمة أوزبكستان. لديه القدرة على استيعاب 8,000 متفرج. بدأ بنائه في عام 2009 واكتمل في 2012.

## روابط خارجية
- صورة ملعب لوكوموتيف
- معلومات عن الملعب